# Beattie (Kansas)
Pour les articles homonymes, voir Beattie.
Beattie est une municipalité américaine située dans le comté de Marshall au Kansas.
Lors du recensement de 2010, sa population est de 200 habitants. La municipalité s'étend alors sur une superficie de 0,23 mille carré (0,6 km2).
La localité est fondée en 1870 par la Northern Kansas Land Company sur le tracé du St. Joseph and Grand Island Railroad. Elle est nommée en l'honneur d'A. Beattie, alors maire de Saint Joseph (Missouri),.